# سكاليتسا
مدينة سكاليتسا (بالسلوفاكية: Skalica)‏ هي مدينة في غرب سلوفاكيا وتتبع إقليم ترنافا.

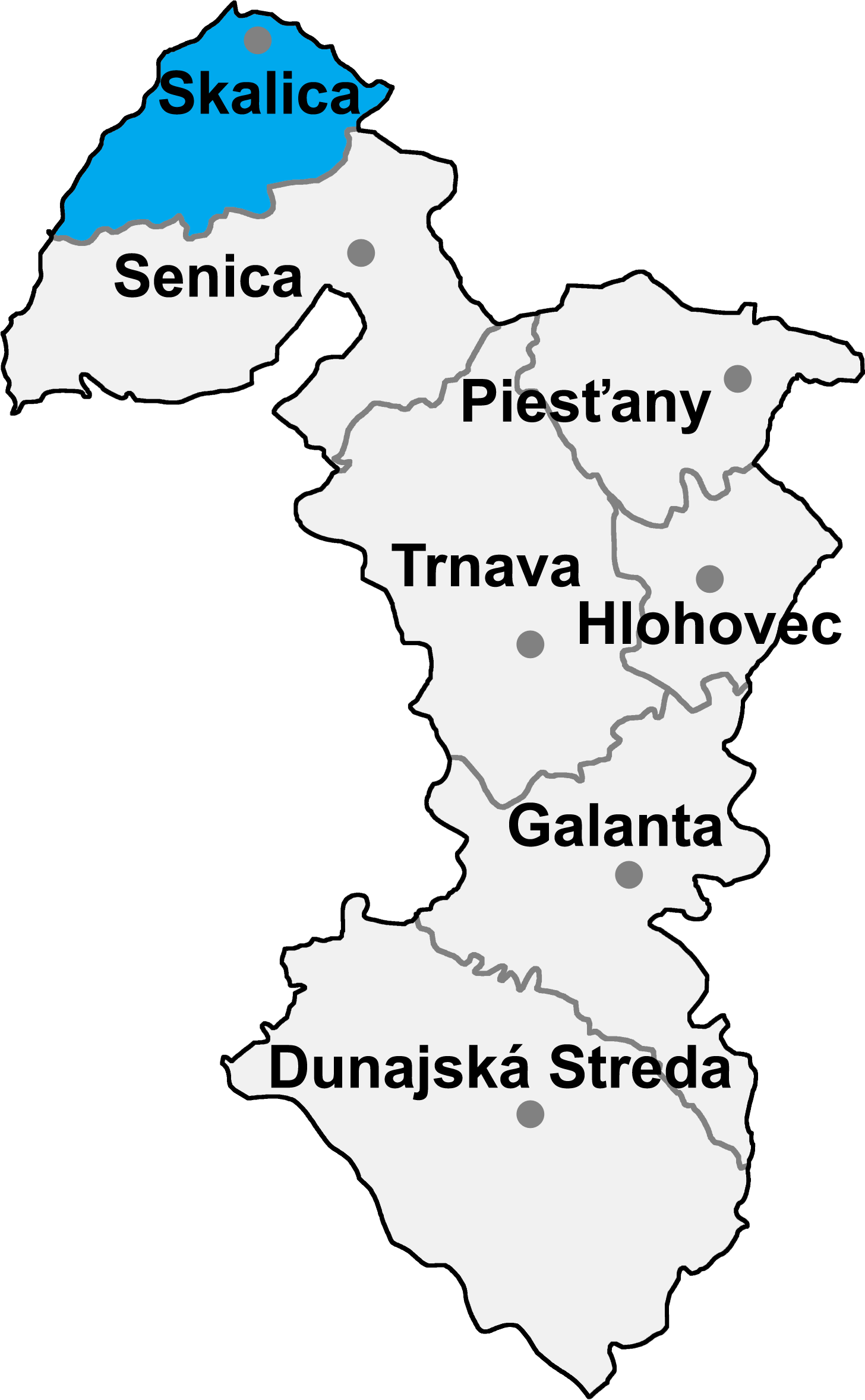
موقع سكاليتسا في إقليم ترنافا

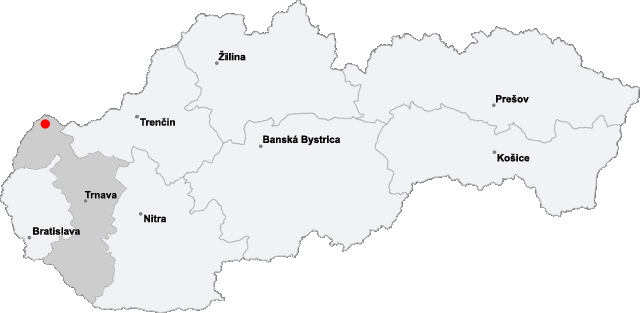
موقع سكاليتسا في سلوفاكيا

## أعلام
- مارتين جوناس
- أدام أمبرا
- إدوارد هارتمان